# MEDA
MEDA (für französisch Mésures d’accompagnement financières et techniques ‚Finanzielle und technische Begleitmaßnahmen‘) war ein Finanzierungsinstrumentarium der EU für die Implementierung der euro-mediterranen Zusammenarbeit. Das MEDA-Programm bot technische und finanzielle Unterstützungsmaßnahmen an, um die Verbesserung der ökonomischen und Sozialstrukturen in den Mittelmeerpartnern zu begleiten.
Insgesamt ging MEDA weit über die traditionelle Entwicklungshilfe hinaus. Mit den PHARE- und TACIS-Programmen war es dadurch vergleichbar, dass es den ökonomischen Übergang und Freihandel als zentrale Aufgabe der finanziellen Zusammenarbeit der EU mit der Mittelmeerregion bildete.
2007 ging MEDA (zusammen mit TACIS) im Europäischen Nachbarschafts- und Partnerschaftsinstrument (ENPI), dem Finanzinstrument der Europäischen Nachbarschaftspolitik auf.